# Laine Erik
Laine Erik (Särevere, Reichskommissariat Ostland; 21 de abril de 1942 – 6 de octubre de 2024) fue una atleta y científica estoniana especialista en la carrera de media distancia.

## Carrera

### Atletismo
Erik corría principalmente la distancia de 800 metros, donde logró finalizar en sexto lugar en la final de Tokio 1964, y en México 1968 fue eliminada en las semifinales por medio segundo. Ella fue campeona soviética en 1964, 1967 y 1968. En 1965 ganó la medalla de oro en la Universiada de 1965, y en 1964 fue parte del equipo soviético que puso el récord mundial en la prueba de 3×800 m.

### Ciencia
Se graduó de la facultad de Zootecnia en la Estonian Agricultural Academy en 1969 y en 1984 sacó el doctorado en ciencia agrícola. De 1969 a 1996 trabajó como investigadora en el Instituto de Ciencia Animal de la Universidad Agrícola de Estonia, de la cual después sería mánager.